# Mariong
Mariong är en holme i Mikronesiska federationen.   Den ligger i kommunen Kuttu Municipality och delstaten Chuuk, i den västra delen av landet, 500 km väster om huvudstaden Palikir. Mariong ligger 8 meter över havet.